# Marnes-la-Coquette
Marnes-la-Coquette là một xã trong vùng hành chính Île-de-France, thuộc tỉnh Hauts-de-Seine, quận Boulogne-Billancourt, tổng Chaville. Tọa độ địa lý của xã là 48° 50' vĩ độ bắc, 02° 11' kinh độ đông. Marnes-la-Coquette nằm trên độ cao trung bình là 136 mét trên mực nước biển. Xã có diện tích 3,48 km², dân số vào thời điểm 2005 là 1.695 người; mật độ dân số là 487 người/km².

## Thông tin nhân khẩu
| 1936 | 1946 | 1954  | 1962  | 1968  | 1975  | 1982  | 1990  | 1999  |
| ---- | ---- | ----- | ----- | ----- | ----- | ----- | ----- | ----- |
| 740  | 853  | 1 197 | 1 660 | 1 697 | 1 646 | 1 632 | 1 594 | 1 519 |

## Nhân vật nổi tiếng
- Maurice Chevalier, diễn viên, ca sĩ
- Johnny Hallyday, ca sĩ, diễn viên